# Леон Земмелінг
Леон Земмелінг (фр. Léon Semmeling, 4 лютого 1940 — 14 березня 2024) — бельгійський футболіст, що грав на позиції півзахисника. Виступав за національну збірну Бельгії. По завершенні ігрової кар'єри — тренер.
П'ятиразовий чемпіон Бельгії. Дворазовий володар кубка Бельгії.

## Клубна кар'єра
У дорослому футболі дебютував 1959 року виступами за команду клубу «Стандард» (Льєж), кольори якої й захищав протягом усієї кар'єри гравця, що тривала шістнадцять років. Більшість часу, проведеного у складі «Стандарда», був основним гравцем команди. За цей час п'ять разів виборював титул чемпіона Бельгії.

## Виступи за збірну
1961 року дебютував в офіційних матчах у складі національної збірної Бельгії. Протягом кар'єри у національній команді, яка тривала 13 років, провів у формі головної команди країни 35 матчів, забивши два голи.
У складі збірної був учасником чемпіонату світу 1970 року в Мексиці, чемпіонату Європи 1972 року в Бельгії, на якому команда здобула бронзові нагороди.

## Кар'єра тренера
Розпочав тренерську кар'єру, повернувшись до футболу після тривалої перерви, 1984 року, очоливши тренерський штаб клубу «Стандард» (Льєж). Наразі досвід тренерської роботи обмежується цим клубом.

## Досягнення
- Чемпіон Бельгії:

«Стандард» (Льєж): 1960–1961, 1962–1963, 1968–1969, 1969–1970, 1970–1971
- Володар кубка Бельгії:

«Стандард» (Льєж): 1965—1966, 1966—1967